# Житие Маштоца
Житие Маштоца (арм. Վարք Մաշտոցի Vark’ Maštoc‘i) — единственное известное произведение армянского писателя Корюна о создателе армянского алфавита Месропе Маштоце. Написана между 443—451 годами. Текст «Жития  Маштоца» существует в полной и в краткой версиях (редакциях). Самый  ранний дошедший до нас текст краткой редакции «Жития Маштоца» содержится в 643 страничном Сборнике Житий и Мученичеств Святых (листы 467а-472а), переписанном в XII веке писцом Погосом;  сборник хранится в Национальной библиотеке Франции (рукопись Arm 178). Две  полные  версии «Жития» датируются серединой XIV века и находятся в Матенадаране (рукописи NN  3787 и  3797), а одна  другая   полная версия «Жития» датируется концом XVII века. Все более ранние авторы называли изобретателя армянского алфавита Маштоцем, а имя Месропа не встречается у других авторов до VIII века. 